# La Nueva Trinidad Tres
La Nueva Trinidad Tres är en ort i Mexiko.   Den ligger i kommunen Hopelchén och delstaten Campeche, i den östra delen av landet, 1 000 km öster om huvudstaden Mexico City. La Nueva Trinidad Tres ligger 141 meter över havet och antalet invånare är 154.
Terrängen runt La Nueva Trinidad Tres är platt. Runt La Nueva Trinidad Tres är det mycket glesbefolkat, med 2 invånare per kvadratkilometer. Närmaste större samhälle är Dzibalchen, 7,6 km norr om La Nueva Trinidad Tres. I omgivningarna runt La Nueva Trinidad Tres växer i huvudsak städsegrön lövskog.